# Plaza Vázquez de Molina
La plaza Vázquez de Molina es una plaza situada en la localidad de Úbeda, en la provincia de Jaén, constituye uno de los mejores ejemplos de urbanismo renacentista que existen en España. Este ha sido uno de los motivos para que esta plaza, junto con parte del conjunto monumental de Baeza fuesen declarados el 3 de julio de 2003 Patrimonio de la Humanidad por la Unesco.
La plaza se encuentra configurada como la unión de varios espacios que le dan un conjunto trapezoidal, es un lugar arrogante y autoafirmativo cuyas perspectivas, encuadres y estampas se hallan en las esquinas de tantas calles como llegan hasta ella. La idea referencia, no obstante, la establece la Sacra Capilla de El Salvador del Mundo, el mayor mausoleo civil construido en España. Antiguamente se la conocía como Llano de Santa María y como Paseo de Santa María en el siglo XIX. Es el lugar ideal para comenzar un itinerario turístico por la monumental ciudad de Úbeda.

## Génesis del proyecto y planeamiento urbanístico de la plaza
La plaza había sido hasta el siglo XV una honda vaguada al pie del "Postigo del alcázar", por la cual discurría el arroyo de la Azacaya. Cuando la nobleza deja el alcázar, a principios del siglo XVI, el terreno empezó a ser explanado, siguiendo la idea de renovación propia del Primer Renacimiento y de dominio del hombre sobre el medio, empleándose en parte los escombros y materiales del antiguo alcázar, que se terminó de demoler en 1507. Así surge un amplio espacio nuevo, cada vez más llano, sobre el que se empieza a planear el futuro del corazón urbano.
Antes de coronar la primera mitad del siglo, cuando son concluidos en buena medida las operaciones edilicias que hoy configuran su actual imagen, esta plaza aún constituye el recinto más despejado y extenso de toda la retícula urbana.
Poco a poco, el lugar comenzó a ser ocupado. Por un lado se estableció el pósito, y se comenzaron construcciones importantes que contrastaban con los espacios que empezaban a ocupar las casas populares. Estudiado el caso es resuelto por los regidores Gil de Valencia, Diego López de Sanmartín y Francisco Vela de los Cobos, la demolición de todas estas edificaciones. La ciudad habría de recuperar los solares vendidos en almoneda e indemnizar a sus propietarios devolviéndoles el precio pagado por los mismos, así como los gastos ocasionados por las obras.
En principio, se plateó como un espacio casi rectangular, pero el pósito, que había sido construido en el centro de la plaza cuadrada con mucha polémica, hizo que se tuviera que cambiar toda la alineación, adquiriendo definitivamente la actual configuración de plaza en L. A partir de este momento, en menos de 30 años, se culminaron todas las empresas edilicias de la plaza, de la mano de sus diferentes promotores, básicamente de la saga familiar de los Molina-Cobos.
Por fin la ciudad como protagonista de su historia, podía disponer de un espacio áulico para la representación de sus más conspicuos linajes, un asombroso marco escénico para celebrar su propia eternidad.

## Llano de Santa María

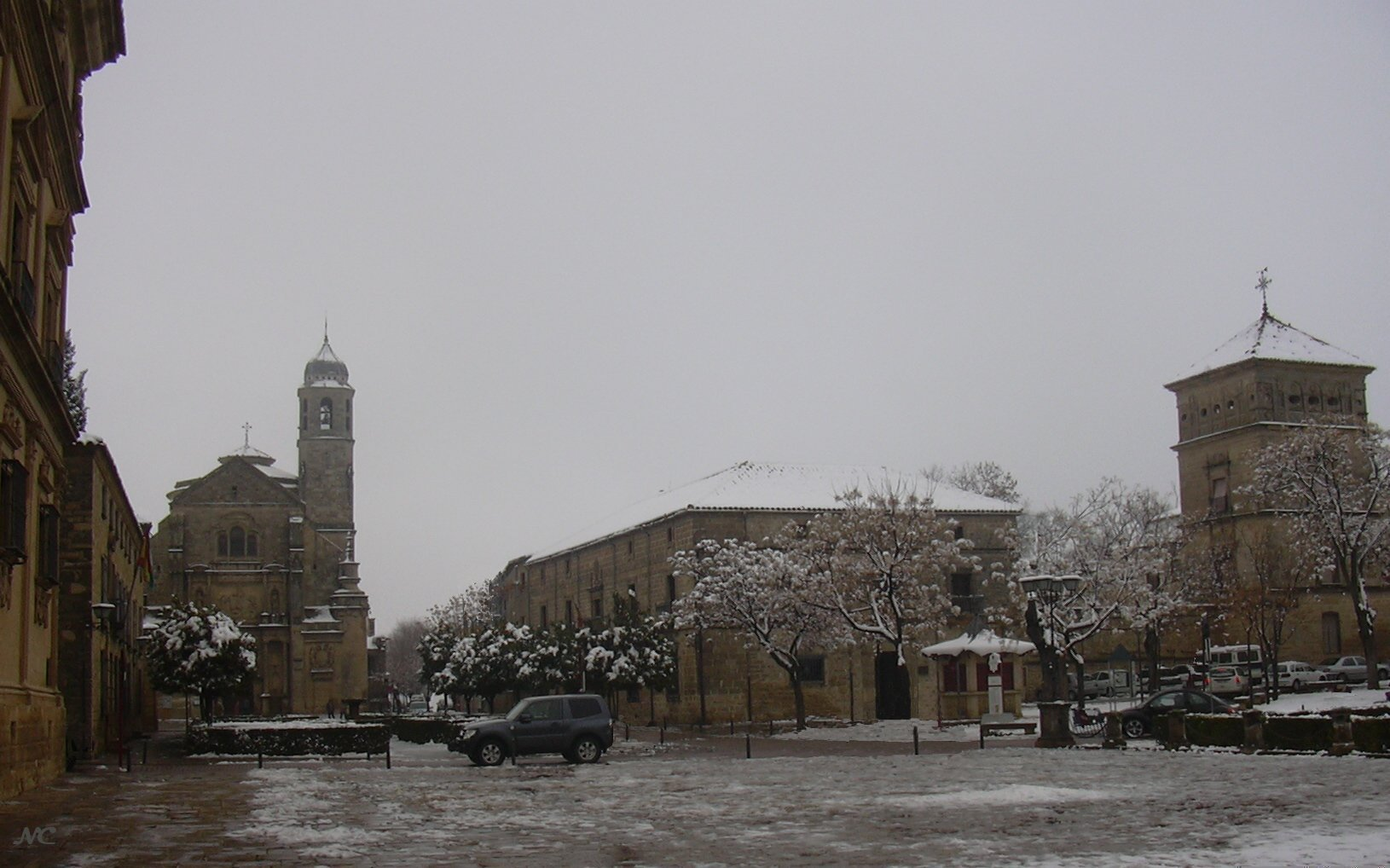
Vista general de la plaza Vázquez de Molina en enero de 2007

Otro apelativo que antaño tuvo esta plaza fue la de Llano de Santa María, nombre que vinculaba su ámbito occidental a la iglesia mayor colegial de la ciudad.
La plaza Vázquez de Molina, de estructura original más abierta y despejada, no obstante estaba constituida por la simbiosis de diversos recintos armónicamente articulados, básicamente, en el propio argot ubetense son el claro del Salvador y el claro de Santa María.
El Salvador marcaba un evidente eje de axialidad y preeminencia visual en convivencia con elementos asimétricos propios de tramas urbanas preexistentes. Aquí el espacio no está —no puede estar— organizado como un sistema unitario, sino como la acumulación de sistemas menores, cuya principal referencia está en los hitos monumentales claramente jerarquizados.
Así, un segundo espacio organizativo convecino al principal viene establecido por la presencia de un doble eje perpendicular de axialidad. Este sería el definido por las fachadas del palacio Vázquez de Molina y Santa María de los Reales Alcázares y la portada lateral de dicho templo con la fachada de la Torre del Tesorero.
La importancia de este segundo ámbito, dominado elocuentemente por el nuevo eje fijado por el palacio Vázque de Molina, fenómeno que casi origina la presencia de una segunda plaza, la de Santa María, conseguía atenuar en parte su condición de pieza subsidiada al templo del Salvador.

## Conjunto monumental
Los edificios que podemos encontrar en la plaza son: 

### Palacio del Deán Ortega
Declarado Bien de Interés Cultural (BIC), Inmueble de gran pureza renacentista y soberbia traza clásica, es atribuido a Andrés de Vandelvira, consta de un patio con finas columnas de mixtura renacentista-nazarí. Actualmente funciona como Parador de Turismo Condestable Dávalos, uno de los más antiguos de la red de Paradores. Es el edificio frontero a la capilla de El Salvador.

### Ruinas del palacio de don Rodrigo Orozco
Recientemente localizado en uno de los costados de la plaza en línea con el palacio de Mancera, se situaría enfrente del palacio del Deán Ortega, y se asentaría sobre la muralla del Alcázar. Presentaría dos pisos de altura, y estaría precedido por una amplia escalinata. Quizá sus obras debieron ser detenidas quién sabe si por problemas económicos y, tal vez, parte de sus materiales reutilizados. Restos de muros ciclópeos y de culturas argáricas han aparecido bajo sus cimientos. Hoy se está a la espera de su definitiva excavación arqueológica y posterior puesta en valor del lugar.

### Palacio Vázquez de Molina
El palacio Vázquez de Molina, también conocido como palacio de las Cadenas, es un Monumento Nacional, que actualmente constituye la sede del ayuntamiento. Atribuido, también a Vandelvira (1509-c. 1575). Lo mandó construir Juan Vázquez de Molina, sobrino de Francisco de los Cobos, y Secretario de Estado de Felipe II. Tiene unas cadenas que delimitan la lonja de la parte delantera, y a las que quizás se deba su nombre. De estilo renacentista, tiene tres cuerpos clásicos en la amplia fachada, en los que destaca el superior, decorado con atlantes y cariátides, y el gran alero, sujetado por dos esbeltas linternas. En la parte posterior tiene otra entrada, creada en el siglo XX, que se suele usar como acceso al ayuntamiento. Son destacables los frescos de estilo italiano que se encontraban en la mayor parte de las estancias. En su cava baja está instalado el Centro de Interpretación del Renacimiento.

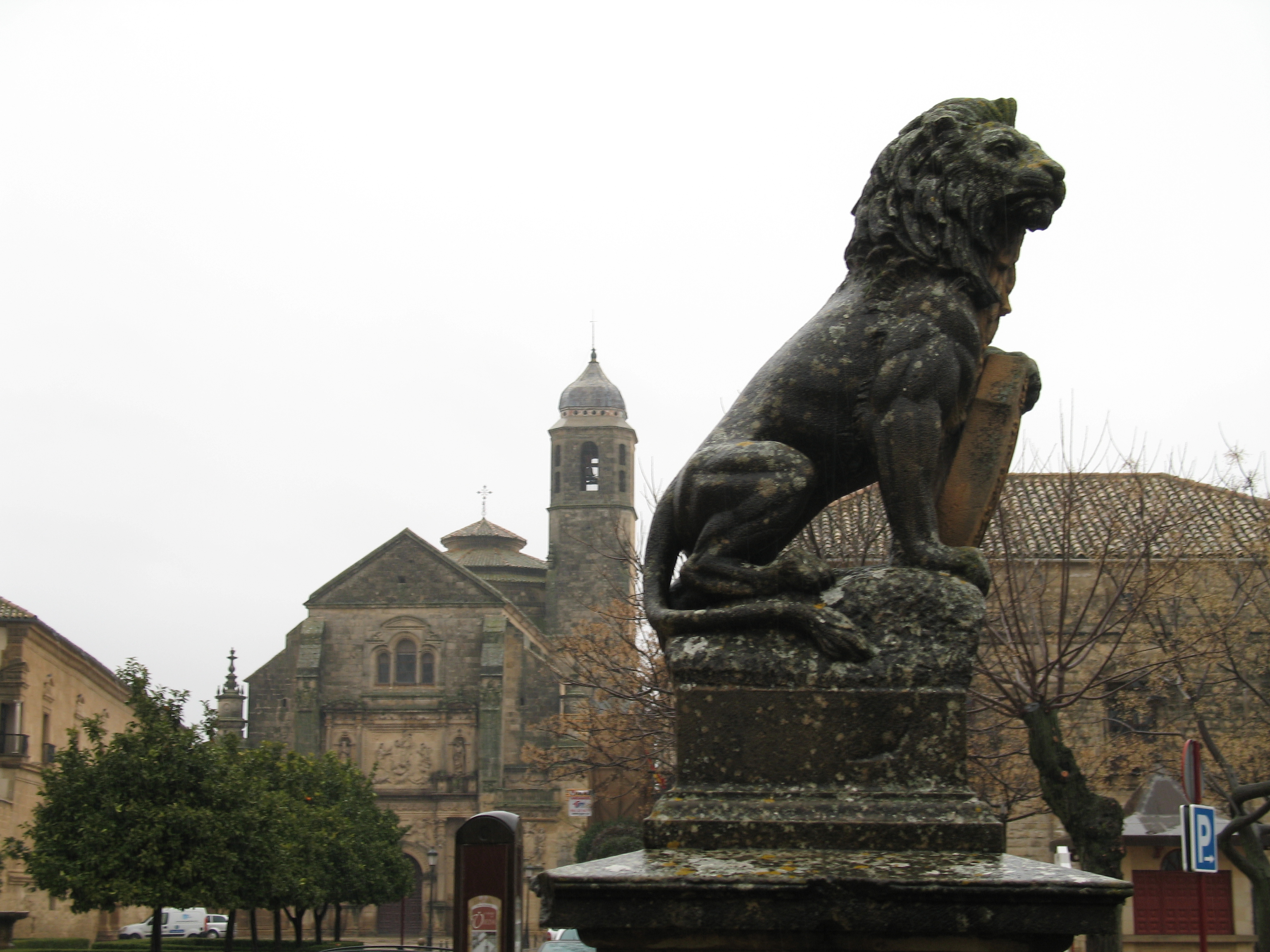
León de la lonja de Santa María

### Palacio delMarqués de Mancera
BIC, construido en el siglo XVI por los hermanos Lope y Antonio Molina Valenzuela, canónigos de la iglesia mayor colegial, posteriormente fue propiedad de Pedro de Toledo, marqués de Mancera y virrey de Perú, también fue casa convento de las Siervas de María hasta hace poco. Presenta una única fachada orientada a poniente, dividida en dos pisos y rematada en torre, conocida como Torre del Tesorero, en la que destaca un relieve que presenta a Jesús Niño abrazando la cruz entre angelotes sobre calaveras.

### AntiguoPósito
Edificio del siglo XVII, realizado por el concejo para guardar grano, actualmente está ocupado por la comisaría de la Policía Nacional.

### Cárcel del Obispo
Exclusivamente para penas canónicas, actualmente, y tras una polémica restauración, se utiliza como sede de los Juzgados de Úbeda. En dichas obras de adaptación para palacio de Justicia han aparecido restos de una necrópolis celta año 1200 o 1400 antes de cristo.

### Iglesia de Santa María de los Reales Alcázares

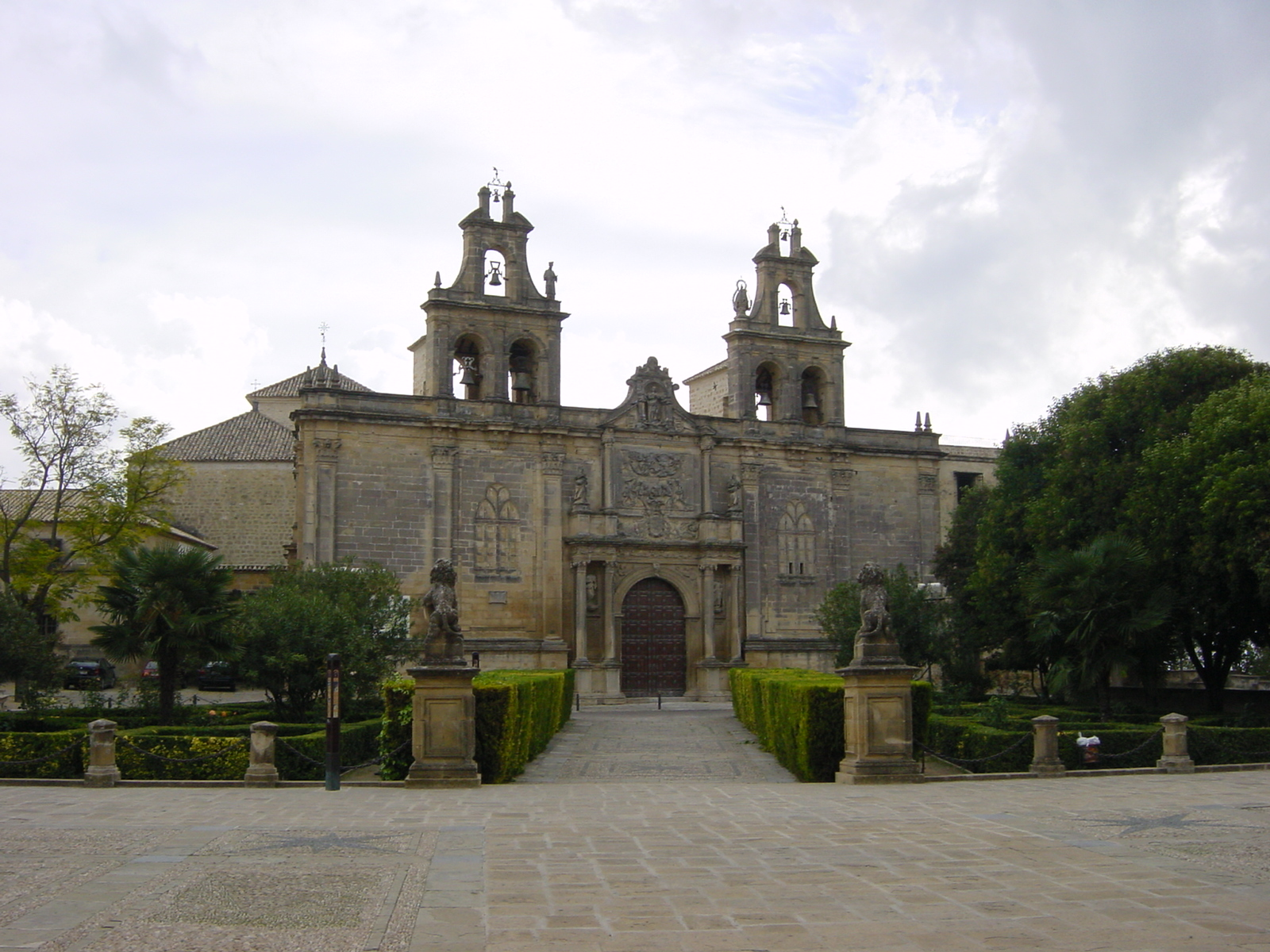
Iglesia de Santa María de los Reales Alcázares

Declarado monumento nacional, fue edificada sobre los restos de la mezquita mayor. Obra muy ecléctica y singular. En la fachada el motivo central es la Adoración de los Pastores; la portada está enmarcada por dos espadañas. Gravemente dañada en la Guerra Civil. Permaneció cerrada desde 1983 por obras de restauración hasta 2011.

### Sacra Capilla del Salvador
Monumento nacional y foco de irradiación visual de todo el conjunto. Es el panteón del palacio de don Francisco de los Cobos y fue mandada construir por él. Destaca como  icono de la ciudad. Su torre está rematada en forma de cebolla, al estilo centroeuropeo. Formó un conjunto con el palacio, la universidad y el hospital. El proyecto es de Diego de Siloé (c. 1495-1563), arquitecto y escultor español del Renacimiento, y la realización de Vandelvira. Su primer capellán fue el Deán Ortega, quien construyó el palacio que hay a la izquierda de la fachada principal. 
Es un templo funerario. Tiene una trabajada y muy detallista portada plateresca con la Transfiguración, y escenas de la mitología. Es la fachada más bonita de toda la plaza y el color de la piedra caliza, habitualmente utilizada en Úbeda, ayuda mucho a su belleza. De noche, iluminada resalta todavía más. A los lados tiene otras dos portadas, diseñadas por Valdelvira y esculpidas por Esteban Jamete. 

#### Interior
El magnífico interior fue diseñado en su mayor parte por Diego de Siloé, como un templo funerario, con una rotonda con una nave añadida, quedando la rotonda para los nobles, y la nave para el pueblo. El altar mayor tiene un retablo de madera con la Transfiguración de Alonso Berruguete, que fue destruido en la Guerra Civil, por lo que solo se conserva el Cristo. El resto es una restauración de Juan Luis Vasallo. La magnífica reja que separa rotonda y nave es de Francisco de Villalpando. Por todas partes pueden verse estelas renacentistas.
La sacristía está considerada como una de las principales obras del renacimiento español, con una riquísima decoración escultórica, simbolizando vicios y virtudes, obra del francés Esteban Jamete. Se trata de un diseño realizado completamente por Vandelvira. También hay que destacar la originalísima puerta, realizada en una esquina.
Cuenta con la única escultura de Miguel Ángel conservada en España, el San Juanito de Úbeda, que se expondrá a partir de julio de 2015 tras 17 años de restauración.